# Soukání
Soukání je technika úpravy příze sloužící k převíjení z potáčů nebo jiné předlohy na cívky vhodné k textilnímu zpracování a ke zlepšení jakosti příze.

## Způsoby soukání

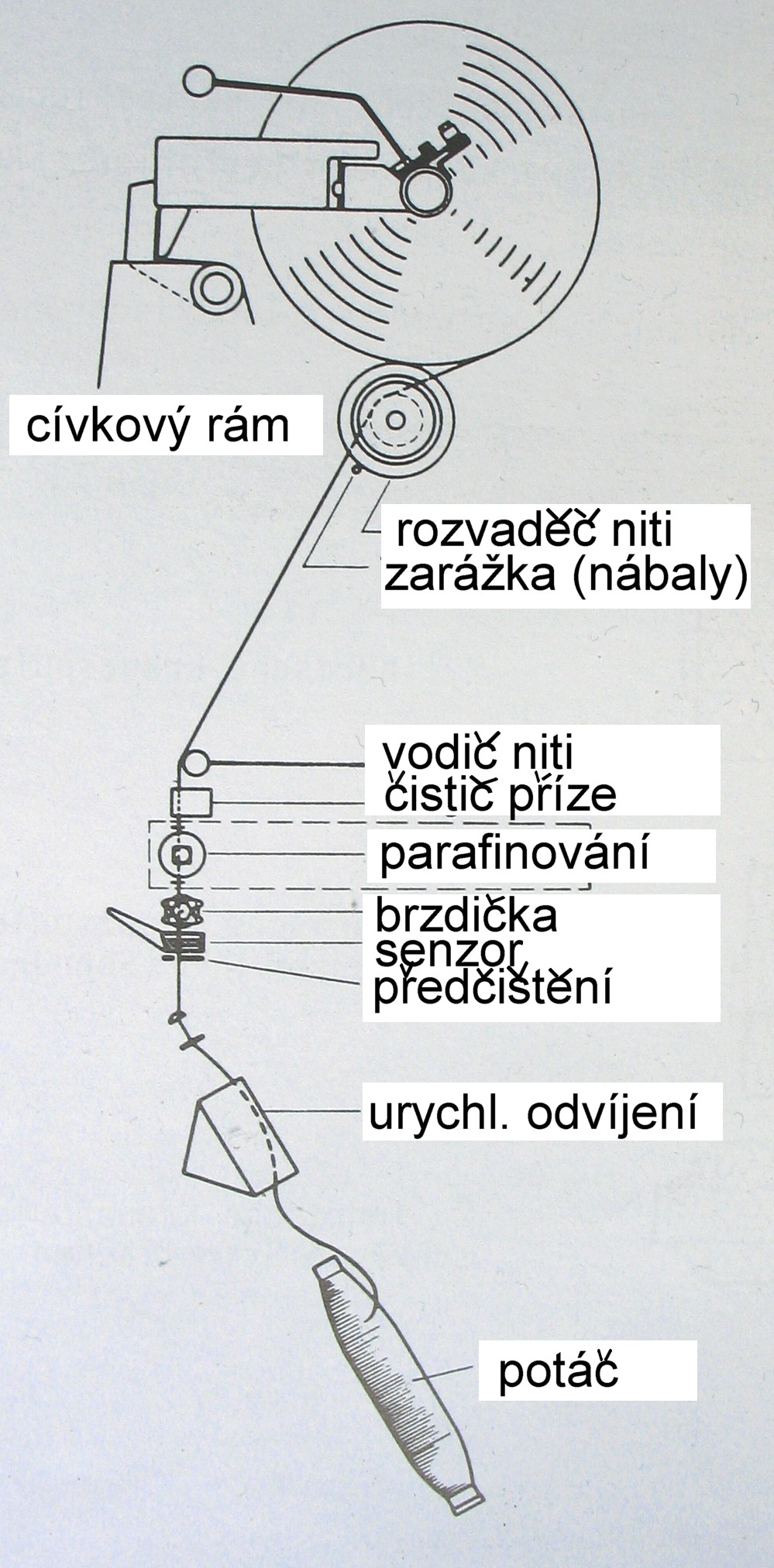
Schéma soukání s křížovým vinutím

- Převíjení ručně předené příze s pomocí jednoduchých nástrojů (kolovrat a pod.)[2] se používá profesionálně pro část přízí z kokosových vláken a z některých drahých vln (např. šáhtúš) a při amatérském zpracování některých přízí např. na ruční pletení[3] Jedny z nejstarších nákresů techniky soukání na kolovratu pochází od Leonarda da Vinci z roku 1490[4]

Soukací stroje v 21. století se nejčastěji rozdělují podle způsobu navíjení na dvě skupiny:
- Stroje s křížovým vinutím používané pro téměř všechny staplové prstencové příze.
- Stroje s tzv. přesným vinutím k soukání filamentů a ostatních přízí pro zvláštní účely.[5]

## Soukací stroje

### Z historie
Jednoduchý soukací stroj byl vynalezen kolem roku 1750, v roce 1808 byl v provozu první stroj na soukání z potáčů. V roce 1863 se začaly používat při soukání štěrbinové čističe příze, od roku 1904 s mechanickým vazačem uzlů. Elektronické čističe jsou v provozu od roku 1963 a v 70. letech 20. století byly instalovány první plně automatické stroje. Asi o 20 let později byly první vazače uzlů nahrazeny pneumatickým splicingem.

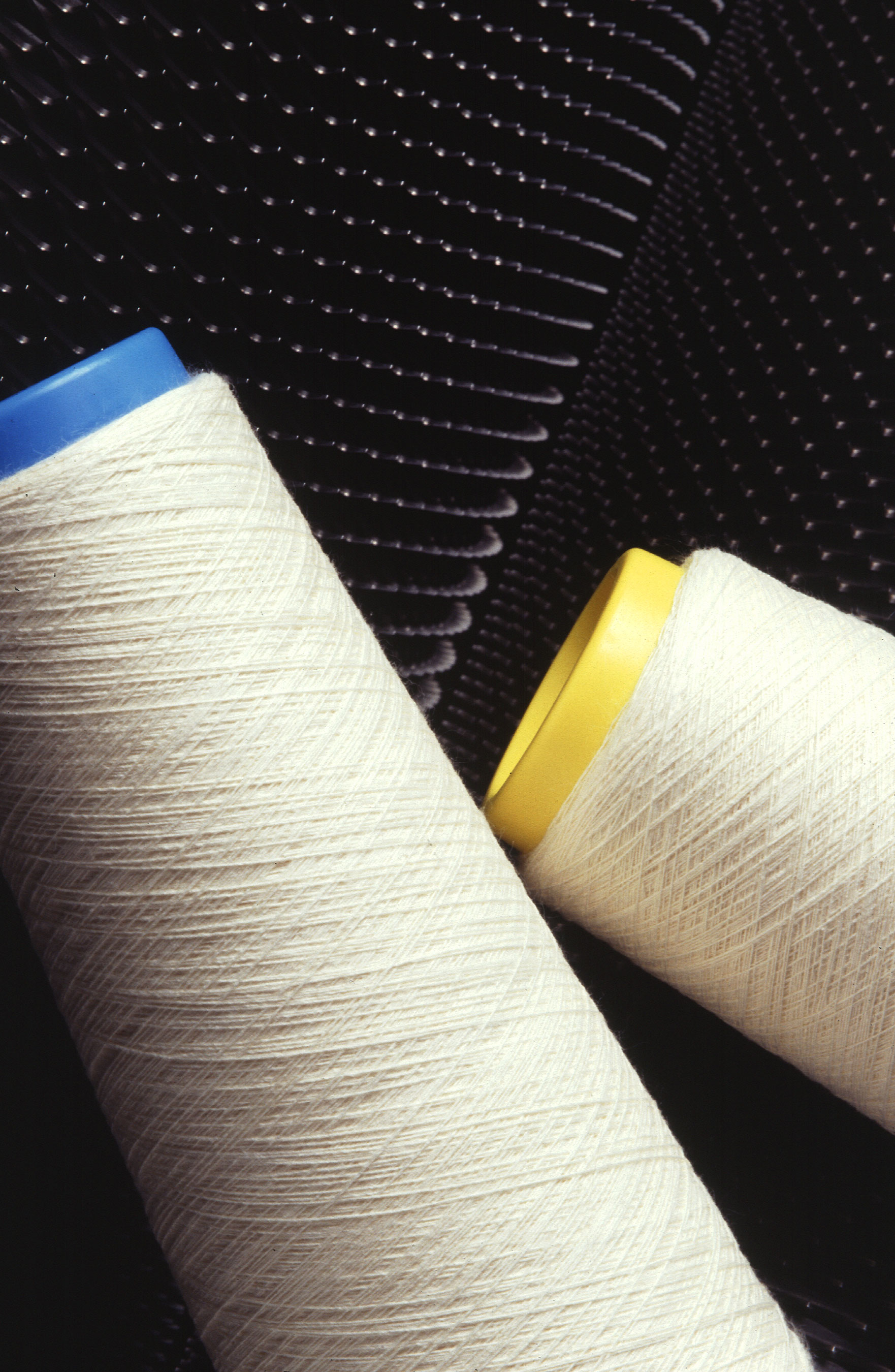
Kuželovité cívky s křížovým vinutím

### Konstrukce strojů
V 21. století se vyrábějí soukací stroje v mnoha variantách. Jednotlivé části stroje jsou přizpůsobeny druhu zpracovávaného materiálu, účelu použití nasoukaných cívek a počtu soukacích míst (jednotlivě soukaných nití), soukání však vždy probíhá v následujícím sledu:
předloha – napínací zařízení (brzdění) – navíjecí zařízení – navíjená cívka.

#### Předloha
Jako předloha k soukání jsou známé potáče od dopřádacích a skacích strojů, kotoučové a kónické cívky, přadena, zřídka: raketové a lahvové cívky, vytáče

#### Napínací zařízení
Napětí příze se řídí nastavitelnými brzdičkami, kterými soukaný materiál prochází. Pro staplové příze se nejčastěji používají talířové, pro filamenty hřebenové brzdy.

#### Navíjení
Dutinka je nasazena na vřetenu, které se otáčí přímým pohonem nebo třením dutinky o hnací buben. Rozvod příze po délce dutinky je konstruován v různých variantách, zásadně se rozeznávají stroje s křížovým a s přesným vinutím.
- U křížového vinutí se vodič příze pohybuje tak, aby se jednotlivé vrstvy nad sebou překřížily. Vinutí je poměrně řidší, avšak stabilní i na hranách cívky.[5]

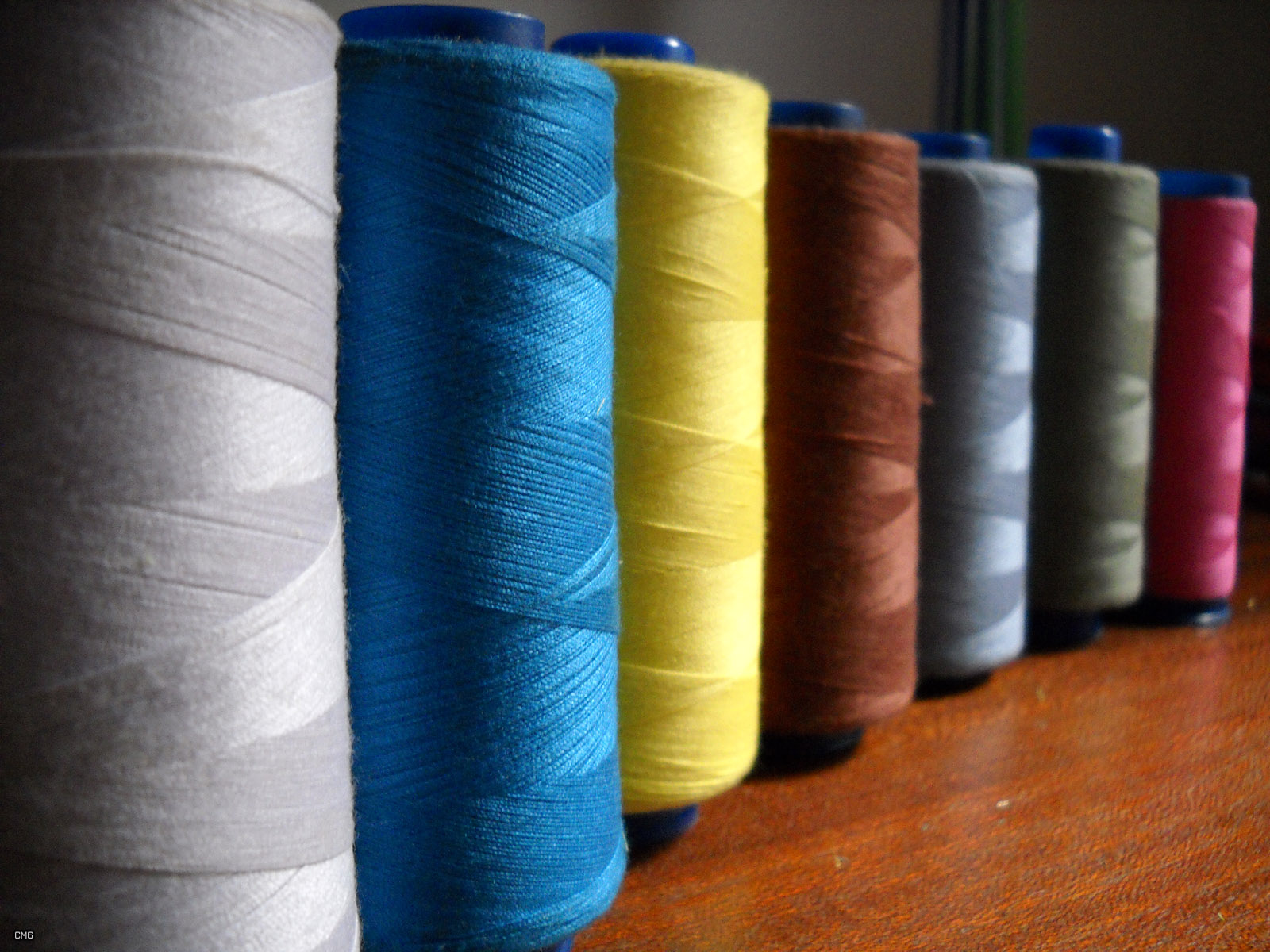
Příze soukané s přesným vinutím

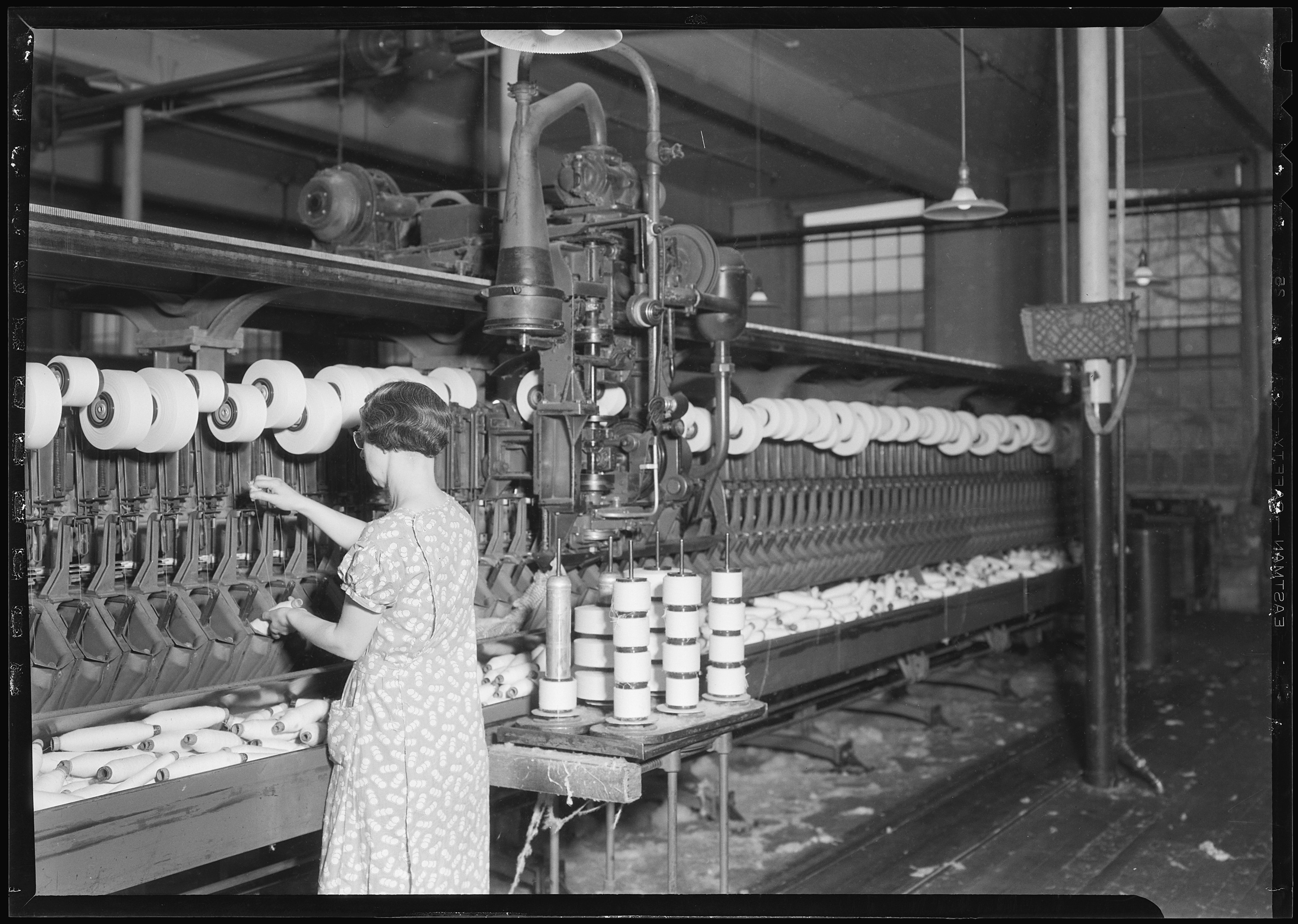
Soukací stroj s automat. uzlovačem - stav techniky v roce 1937

Měrná hmotnost (hustota) vinutí osnovních nebo útkových přízí se udává s 5–6 g/cm3, cívky pro barvení mají mít hustotu 2,8–3,5 g/cm3. Navíjecí rychlost dosahuje 1500 m/min.
- Stroje s přesným vinutím mají navzájem nezávislý pohon cívky a rozvaděče niti. Rychlosti obou elementů se dají průběžně přizpůsobovat, takže se může dosáhnout (až o 70 %) hustější, téměř paralelní vinutí bez pruhování a jiných vad.

S přesným vinutím se soukají např. filamenty, u kterých by se mohl poškodit povrch cívky při křížovém vinutí nebo útkové staplové příze pro rychloběžné bezčlunkové tkací stroje.
Stroje jsou konstruovány na navíjecí rychlost do 2500 m/min.

#### Navíjená cívka
Nejpoužívanější je kuželový tvar cívek. Mimo toho jsou známé: válcový, bikónický, terčový, variokónický a raketový tvar. Délka návinu bývá v rozsahu 155–320 mm, hmotnost až 24 kg.
Dutinky jsou nejčastěji z tuženého papíru, pro přesné vinutí z plastiku, pro barvení příze perforované.

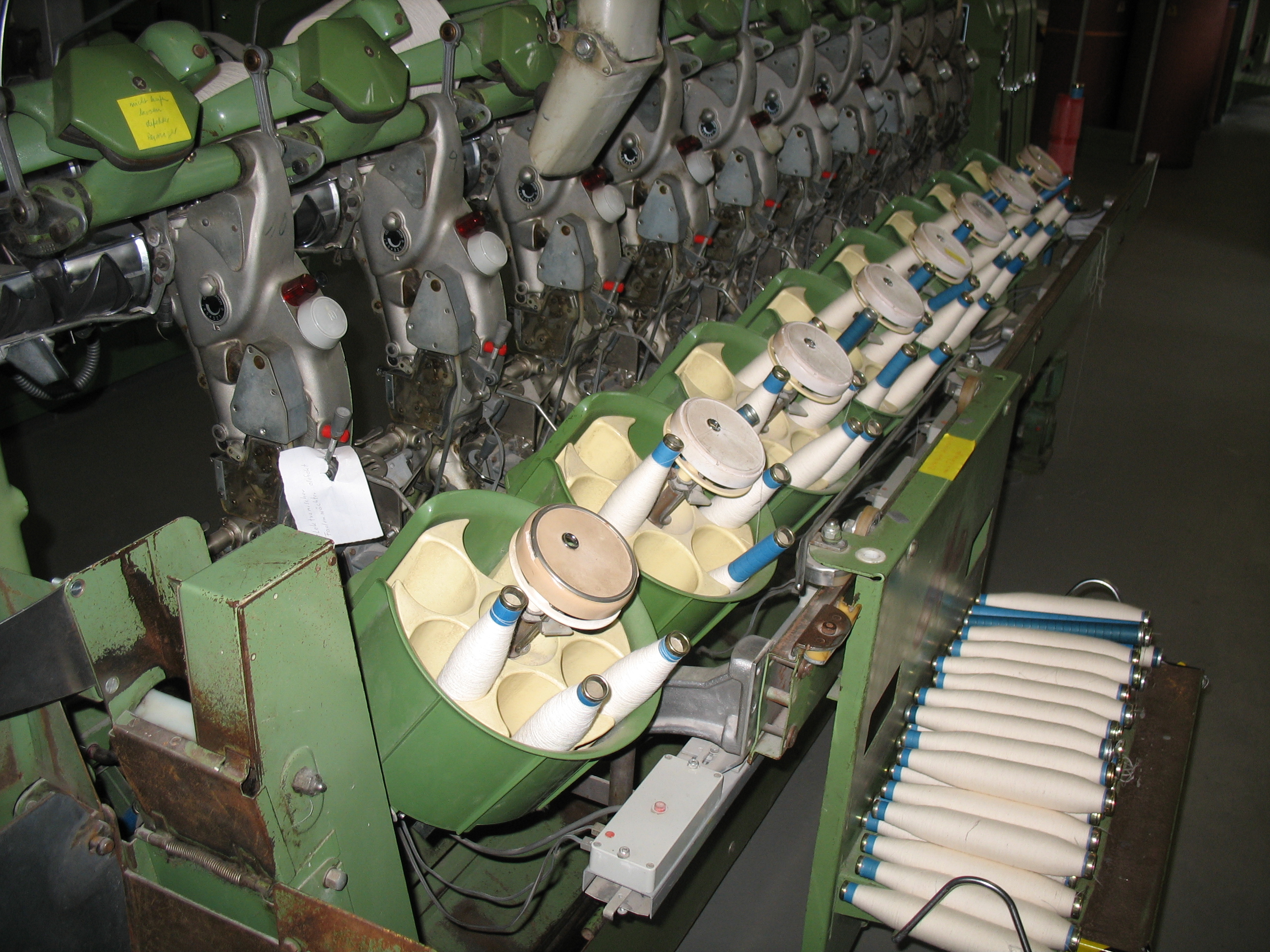
Poloautomatický soukací stroj ze 70. let 20. století

### Přídavná zařízení

#### Kontrola a čištění příze
Asi od 80. let 20. století patří ke standardnímu vybavení soukacích strojů elektronické čističe nastavitelné na určitou toleranci odchylek od dané jemnosti probíhající niti. Jako chyby v přízi čístič obvykle registruje: nopky (1-10 mm), krátká silná místa (11-80 mm), dlouhá silná/tenká místa (81-2000 mm) a zápředky (1-10 mm). Při překročení nastavené tolerance se chybné místo automaticky vystříhne. Přesnost reakce čištiče je závislá také na rychlostí procházející niti. U moderních přístrojů se počítá při rychlosti soukání 1500 m/min. s přesností nad 90 %.
K čisticímu ústrojí patří zpravidla splicer, s pomocí kterého se automaticky spojují konce niti přetržené čističem při odstraňování vady. Kompletní zařízení je konstruováno buďto pro každou soukací jednotku nebo jako pojízdný robot obsluhující 5 až 10 jednotek. 

#### Parafinování
Povrch příze na pletení, šicích nití a útkových přízí pro některé druhy bezčlunkových tkacích strojů se musí hladit. Tato úprava se provádí na soukacích strojích třením nitě o váleček z tuhého parafinu nebo namáčením v tekutém vosku před navíjením na cívku. Spotřeba vosku: pro přízi z bavlny 0,8-1,2 g/kg příze, pro umělá vlákna 0,6-0,9 g/kg. Při dalším zpracováním se počítá se sníženým třením u bavlny na polovinu a u umělých vláken asi na 60%.

### Automatizace
Od konce 70. let 20. století se vyrábějí soukací stroje s různým stupněm automatizace. U plně automatizovaných zařízení obsluha pouze přiváží do zásobníku bedny s potáči a odváží nasoukané cívky. 

### Zvláštní konstrukce
- Formáty cívek, které jsou zcela odlišné od standardních strojů, se soukají např. na zařízeních pro útek na člunkové tkací stroje, pro tkací stroje na stuhy a pro láhvové cívky (barvení příze).[20]

- Stroje na přesoukání příze z obarvených (nebo mercerovaných) přaden na křížové cívky.[21]

## Poznámka
Navíjení příze do přaden (k barvení nebo sušení) a do klubek (na ruční pletení) má sice jistou podobnost se soukáním, liší se např. tím, že příze nezůstane po navinutí na žádném pevném nosiči. Odborný název této činnosti je motání.